# اندیس سریدون۱
سریدون۱ یک اندیس فلزی است که در حوالی شهر پاریز استان کرمان قرار دارد و مادهٔ معدنی موجود در آن، طلا است.  